# Zweite Verordnung über Ausnahmen von straßenverkehrsrechtlichen Vorschriften
Die Zweite Verordnung über Ausnahmen von straßenverkehrsrechtlichen Vorschriften legt umfassende Ausnahmen von den Regelungen der Straßenverkehrs-Ordnung und der Fahrzeug-Zulassungsverordnung für bestimmte landwirtschaftliche Zugmaschinen und ihre Anhänger fest.
Diese Fahrzeuge sind von der Zulassungspflicht befreit, sofern sie zu einem der folgenden Zwecke eingesetzt werden:
- örtliche Brauchtumsveranstaltungen (z. B. Karneval, Kerb/Kerwe, Osterfeuer)
- nicht gewerbsmäßige Altmaterialsammlungen oder Säuberungsaktionen
- Feuerwehreinsätze oder Feuerwehrübungen
- sowie alle An- und Abfahrten zu den vorhergehenden Zwecken

Die Fahrzeuge benötigen weiterhin ein amtliches Kennzeichen. Außerdem müssen sie für den vorgesehenen Zweck haftpflichtversichert sein und es gilt eine grundsätzliche Höchstgeschwindigkeit von 25 km/h, während laufender Brauchtumsveranstaltungen darf gar nur mit Schrittgeschwindigkeit gefahren werden.
An- und Aufbauten sind bei derartigen Fahrzeugen ohne vorherige Einzelabnahme zulässig und führen nicht zu einem Erlöschen der Betriebserlaubnis. Von den Regelungen bezüglich Abmessungen, zulässiges Gesamtgewicht und Achslast kann nach Gutachten eines amtlich anerkannten Sachverständigen abgewichen werden. Die Lichter des Fahrzeugs dürfen verdeckt sein oder zusätzliche Lichter angebracht sein, soweit die Verwendung der Fahrzeugbeleuchtung nach straßenverkehrlichen Vorschriften nicht erforderlich ist (i. d. R. bei Tageslicht).
Derartige Fahrzeuge dürfen von Fahrzeugführern mit einer Fahrerlaubnis der Klasse T ohne Zweckbindung bewegt werden. Bei Klasse L gilt das nur, wenn die bauartbedingte Höchstgeschwindigkeit 40 km/h nicht überschreitet und der Fahrer volljährig ist.
Abweichend von den Regelungen der Straßenverkehrs-Ordnung ist es auf örtlichen Brauchtumsveranstaltungen, nicht jedoch auf der An- und Abfahrt, zulässig, Personen auf der Ladefläche eines Anhängers zu transportieren. Dabei darf nur mit Schrittgeschwindigkeit gefahren werden. Boden, Sitz- und Stehplätze sowie Aufbauten müssen sicher und fest sein.